# Горица (Даниловград)
Горица је насеље у општини Даниловград у Црној Гори. Према попису из 2003. било је 142 становника (према попису из 1991. било је 155 становника).

## Демографија
У насељу Горица живи 101 пунолетни становник, а просечна старост становништва износи 37,8 година (33,3 код мушкараца и 41,8 код жена). У насељу има 43 домаћинства, а просечан број чланова по домаћинству је 3,07.
Становништво у овом насељу веома је хетерогено, а у последња три пописа, примећен је пад у броју становника.
|  |

| Демографија | Демографија | Демографија |
| Година      | Становника  | Становника  |
| ----------- | ----------- | ----------- |
|             |             |             |
|             |             |             |
|             |             |             |
|             |             |             |
| 1948.       | 181         |             |
| 1953.       | 203         |             |
| 1961.       | 212         |             |
| 1971.       | 184         |             |
| 1981.       | 165         |             |
| 1991.       | 155         | 153         |
| 2003.       | 142         | 142         |
|             |             |             |

| Етнички састав према попису из 2003.‍ | Етнички састав према попису из 2003.‍ | Етнички састав према попису из 2003.‍ | Етнички састав према попису из 2003.‍ | Етнички састав према попису из 2003.‍ |
| ------------------------------------ | ------------------------------------ | ------------------------------------ | ------------------------------------ | ------------------------------------ |
|                                      |                                      |                                      |                                      |                                      |
| Црногорци                            | Црногорци                            |                                      | 85                                   | 59,85%                               |
| Срби                                 | Срби                                 |                                      | 48                                   | 33,80%                               |
| Руси                                 | Руси                                 |                                      | 2                                    | 1,40%                                |
| Хрвати                               | Хрвати                               |                                      | 1                                    | 0,70%                                |
| Македонци                            | Македонци                            |                                      | 1                                    | 0,70%                                |
| непознато                            | непознато                            |                                      | 4                                    | 2,81%                                |

| Година пописа     | 1948. | 1953. | 1961. | 1971. | 1981. | 1991. | 2003. |
| ----------------- | ----- | ----- | ----- | ----- | ----- | ----- | ----- |
| Број домаћинстава | 55    | 53    | 55    | 47    | 49    | 42    | 43    |

| Број чланова      | 1  | 2  | 3  | 4 | 5 | 6 | 7 | 8 | 9 | 10 и више | Просек |
| ----------------- | -- | -- | -- | - | - | - | - | - | - | --------- | ------ |
| Број домаћинстава | 43 | 10 | 11 | 4 | 7 | 8 | 2 | 0 | 1 | 0         | 0      |

| Пол    | Укупно | Неожењен/Неудата | Ожењен/Удата | Удовац/Удовица | Разведен/Разведена | Непознато |
| ------ | ------ | ---------------- | ------------ | -------------- | ------------------ | --------- |
| Мушки  | 47     | 15               | 30           | 0              | 1                  | 1         |
| Женски | 64     | 18               | 30           | 12             | 0                  | 4         |
| УКУПНО | 111    | 33               | 60           | 12             | 1                  | 5         |

| Пол    | Укупно                    | Пољопривреда, лов и шумарство | Рибарство                            | Вађење руде и камена | Прерађивачка индустрија       |
| ------ | ------------------------- | ----------------------------- | ------------------------------------ | -------------------- | ----------------------------- |
| Мушки  | 23                        | 5                             | 0                                    | 0                    | 5                             |
| Женски | 16                        | 0                             | 0                                    | 0                    | 2                             |
| УКУПНО | 39                        | 5                             | 0                                    | 0                    | 7                             |
| Пол    | Производња и снабдевање   | Грађевинарство                | Трговина                             | Хотели и ресторани   | Саобраћај, складиштење и везе |
| Мушки  | 0                         | 3                             | 1                                    | 0                    | 4                             |
| Женски | 0                         | 0                             | 1                                    | 0                    | 0                             |
| УКУПНО | 0                         | 3                             | 2                                    | 0                    | 4                             |
| Пол    | Финансијско посредовање   | Некретнине                    | Државна управа и одбрана             | Образовање           | Здравствени и социјални рад   |
| Мушки  | 1                         | 0                             | 1                                    | 0                    | 0                             |
| Женски | 0                         | 1                             | 0                                    | 1                    | 1                             |
| УКУПНО | 1                         | 1                             | 1                                    | 1                    | 1                             |
| Пол    | Остале услужне активности | Приватна домаћинства          | Екстериторијалне организације и тела | Непознато            | Непознато                     |
| Мушки  | 1                         | 0                             | 0                                    | 2                    | 2                             |
| Женски | 9                         | 0                             | 0                                    | 1                    | 1                             |
| УКУПНО | 10                        | 0                             | 0                                    | 3                    | 3                             |